# Gul näckros
Gul näckros (Nuphar lutea), även åkanna, är en näckrosväxt vars utbredning är tempererade områden på norra halvklotet. Den förekommer i nästan hela Europa, utom i nordligaste Norge, och norra Asien. Den gula näckrosen är en sötvattenväxt med rötterna i sjöbottnen och bladen på vattenytan.

## Beskrivning
Gul näckros liknar till sina vegetativa delar de vita näckrosorna (Nymphaeae). Skillnaden är att hos gul näckros är bladen mer avlånga, tätare och tydligare nerviga samt på båda sidorna ljusare gröna. Hos vita näckrosor är bladen ofta brunröda på den undre eller på båda sidorna. 

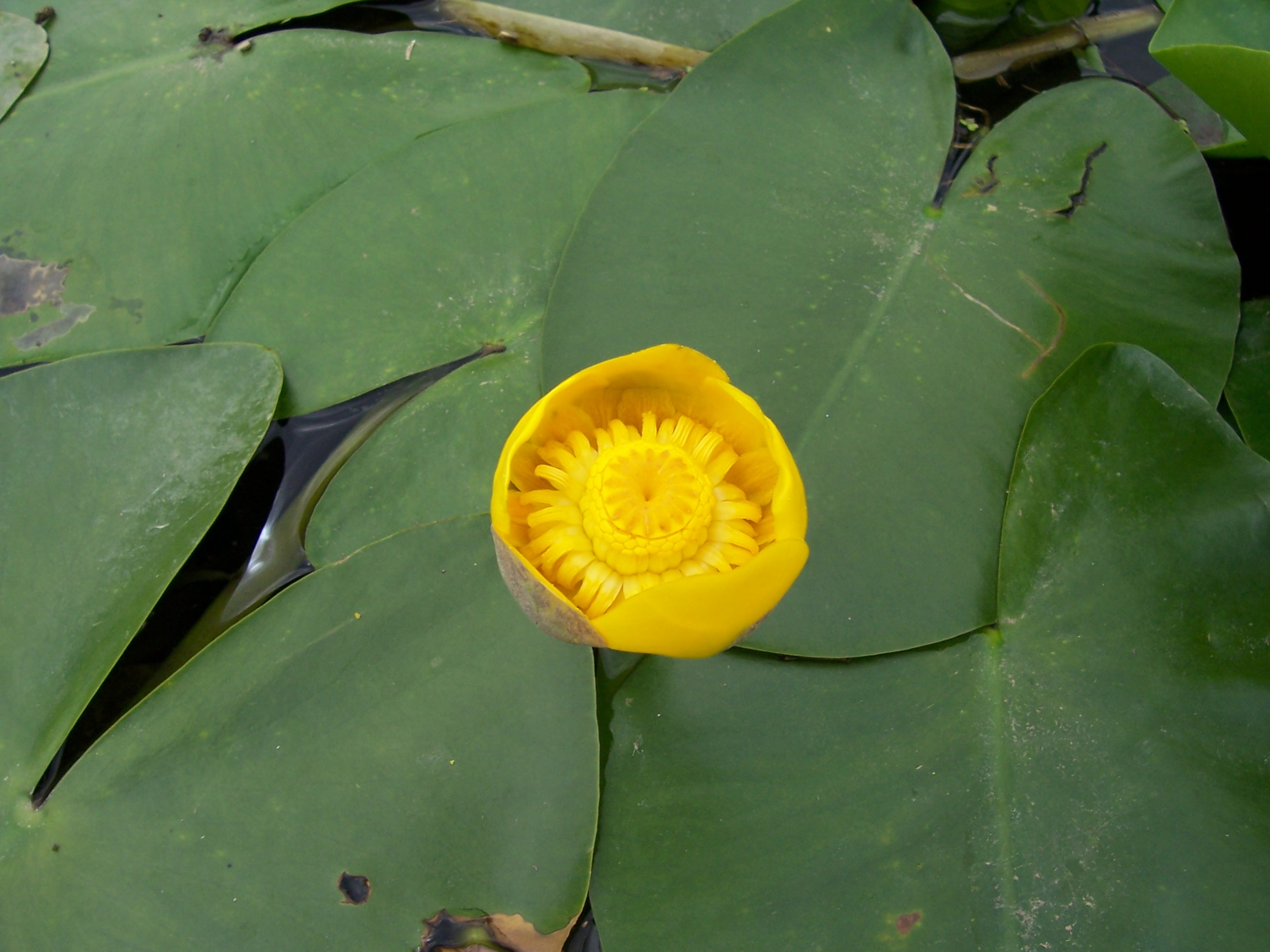
Gul näckros

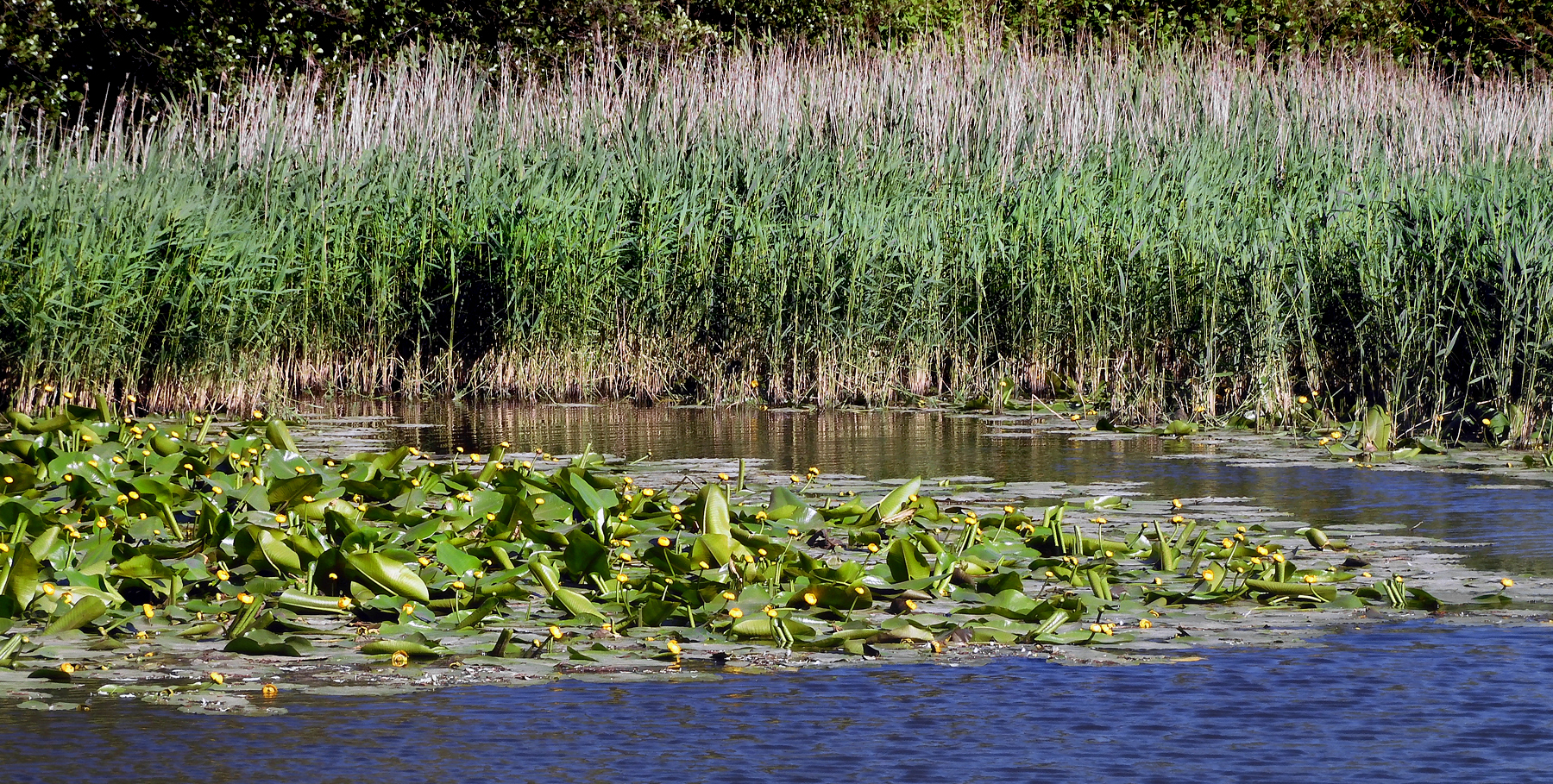
Gula näckrosor i full blom.

Gul näckros återfinns i stillastående vatten, ofta på 4 till 5 meters djup.
Den gula näckrosens blomma har fem stora gula, utvändigt grönaktiga foderblad. Innanför dem sitter i stor mängd de rödgula kronbladen, som är mycket mindre och har nektarutsöndring till sin uppgift. På deras konvexa utsida finns nektaren i små droppar. Ståndarna är fler än 100 och sitter mycket tätt i fem kransar av vilka den yttersta blommar först och den innersta sist. När en ståndarknapp skall avge sitt pollen kröker den sig utåt, och kommer därmed närmare de nektarproducerande kronbladen, som insekter (främst flugor och i mindre utsträckning bin) besöker. Blomman har en mycket stark doft. Fruktämnet hos gul näckros sitter helt och hållet ovanför hyllet och ståndarna.
Blommorna är 4 till 5 centimeter stora. Det är vanligt att blommorna ligger något över vattenytan. Blomningen sker i spannet från juni till augusti.
Flytbladen hos gul näckros kan bli upptill 40 centimeter långa. Flytbladen är avlånga, äggformade och har en djup skåra vid skaftfästet.
Gul näckros har, förutom flytbladen, också blad under ytan. Dessa har korta skaft och är hjärtformade och ljust gröna.

## Användning
- Den gula näckrosens väldiga jordstammar är rika på stärkelse, och har i Sverige använts som nödbrödsämne, genom att de efter torkning malts till mjöl.
   Rötterna kan även efter kokning ätas direkt. Somliga jordstammar innehåller dock mycket bitterämnen, som fördärvar smaken.[3]
- Växten har använts som huskur mot en hel rad åkommor.

## Synonymer

### Vetenskapliga
- Nuphar luteum (L.) Sm.
- Nuphar minor Dumort.
- Nuphar sericea Láng
- Nuphar spathulifera Rchb.
- Nuphar tenella Rchb.
- Nymphaea lutea L. (basionym)
- Nymphaea umbilicalis Salisb.
- Nymphozanthus luteus (L.) Fernald
- Nymphozanthus sericeus (Láng) Fernald
- Nymphozanthus vulgaris Rich.

### Bygdemål
| Namn                                      | Trakt                 | Förklaring                        | Referens |
| ----------------------------------------- | --------------------- | --------------------------------- | -------- |
| Bäckaros                                  | Blekinge              |                                   | [ 4 ]    |
| Bäckeblomma För Nupharsläktet i allmänhet | Närke                 |                                   | [ 4 ]    |
| Kärringrygg                               | Uppland m fl landskap | Namnet avser roten                | [ 5 ]    |
| Kanneblad                                 | Närke                 | Fröhuset liknar en (dryckes)kanna | [ 6 ]    |
| Å-kanna                                   | Skåne                 | Fröhuset liknar en (dryckes)kanna | [ 6 ]    |

## Etymologi
Lutea är latin för gul med syftning på blommornas färg.